# Bryoporus
Bryoporus är ett släkte av skalbaggar som beskrevs av Ernst Gustav Kraatz 1857. Bryoporus ingår i familjen kortvingar.
Släktet innehåller bara arten Bryoporus cernuus.